# اراده یک عجیب و غریب
اراده یک عجیب و غریب (فرانسوی: Le Testament d'un excentrique‎) یک رمان ماجراجویی از نویسنده فرانسوی ژول ورن می‌باشد که بر اساس یک بازی تخته‌ای با نام بازی غاز می‌باشد. این رمان در سال ۱۹۰۰ منتشر شد.